# Adalgisa
Adalgisa is een geslacht van vlinders van de familie Mimallonidae.

## Soorten
- A. croesa Schaus, 1928
- A. stellifera Schaus, 1928